# フィッシュ・ダンス
フィッシュ・ダンスは、神戸港のメリケンパークに建つ高さ22mの巨大な鯉のオブジェ。1987年（昭和62年）に神戸開港120年を記念して設置された。世界的建築家フランク・ゲーリーが設計を、同じく安藤忠雄が監修を担当した芸術作品である。
亜鉛メッキ製金網の表面に赤錆が発生したことで、1999年（平成11年）に一般社団法人神戸港振興協会が錆対策のためにとシルバーからピンクに塗り替えたが、「作品への侮辱」と建築家らからの批判を受け、2005年（平成17年）に竣工当時のシルバーに戻した。
別名「KOBE FISH」。全体を表現する金網は奥谷金網製作所が手掛けた。
この場所は鯉川の川尻に当たり、鯉が踊っている姿をモチーフにしている。隣に「フィッシュダンスホール」という多目的ホールが同時に建てられ、現在は「フィッシュダンスカフェ&ホール」となっている。多目的ホールは社団法人一般社団法人神戸港振興協会が運営する「フィッシュダンス音楽練習場」として利用されている。

## 交通アクセス
- JR神戸線（東海道本線）・阪神本線・神戸高速線「元町駅」徒歩13分
- 阪急神戸高速線「花隈駅」徒歩8分
- 神戸市営地下鉄山手線「県庁前駅」徒歩10分
- 神戸市営地下鉄海岸線「みなと元町駅」徒歩5分

## 周辺の名所・文化施設
- メリケンパーク
  - 神戸海洋博物館
  - 神戸ポートタワー
  - 神戸港震災メモリアルパーク
- 中突堤
  - ルミナス神戸2
  - パルデメール